# Aravane Rezaï
Aravane Rezaï (ur. 14 marca 1987 w Saint-Étienne) – francuska tenisistka pochodzenia irańskiego, zwyciężczyni czterech turniejów WTA.

## Kariera tenisowa
W 2003 roku zanotowała niezbyt udany sezon juniorski, a także nieudany start w kwalifikacjach do dwóch turniejów ITF.
W sezonie 2004 przegrała z Kaią Kanepi w eliminacjach do French Open. Wygrała dwa turnieje ITF, jednocześnie pierwsze w karierze, w Castel Gandolfo i Settimo San Pietro.
W roku 2005 zadebiutowała w turnieju głównym kobiecych na kortach French Open w Paryżu, gdzie dotarła do drugiej rundy (grała z dziką kartą, jako 244 zawodniczka świata, pokonując rodaczkę Camille Pin, przegrywając z wysoko rozstawioną Mariją Szarapową). Już w pierwszej rundzie zakończyła swój udział w turnieju w ’s-Hertogenbosch. Odpadła w kwalifikacjach do imprezy w Paryżu (hala) oraz Hasselt. Wygrała dwa kolejne tytuły ITF-owskie.
Przełomowy sezon 2006 nie zaczął się jednak dobrze – Rezaï odpadła kilkakrotnie w kwalifikacjach do turnieju (m.in. do Australian Open). W marcu zdobyła piąty, kolejny tytuł ITF. Na kortach Rolanda Garrosa osiągnęła życiowy sukces, wygrywając z Ai Sugiyamą oraz Nicole Vaidišovą. Potem jednak odpadła w kolejnych kwalifikacjach do turniejów na kortach trawiastych (Eastbourne, Birmingham oraz Wimbledon). Dotarła do pierwszego ćwierćfinału w karierze, w Palermo, ogrywając po drodze Michaëllę Krajicek. Druga runda turnieju w Budapeszcie, po raz pierwszy w czołowej setce rankingu kobiet. W US Open 2006 doszła aż do czwartej rundy, znów eliminując z turnieju znane zawodniczki, m.in. Annę-Lenę Grönefeld i Mariję Kirilenko.
W 2007 roku jej największym sukcesem był występ w turnieju WTA w Turcji na nawierzchni ziemnej. Dotarła tam do finału, gdzie przy stanie 6:7, 0:3, skreczowała. Jej rywalką była Rosjanka Jelena Diemientjewa.
Na początku 2008 dotarła do finału turnieju w Auckland. Przegrała tam z Lindsay Davenport 2:6, 2:6. W pierwszej rundzie wielkoszlemowego Australian Open pokonała Katerynę Bondarenko, a w drugiej wygrała z rozstawioną z numerem 13 Tatianą Golovin. W trzeciej przegrała z kwalifikantką Hsieh Su-wei 6:2, 6:7, 4:6.
W 2009 wygrała 2 turnieje WTA − Internationaux de Strasbourg po wygranej w finale Lucie Hradecką oraz Commonwealth Bank Tournament of Champions 2009, gdzie w finale pokonała Marion Bartoli (skreczowała przy stanie 7:5 dla Rezaï).
16 maja 2010 roku zwyciężyła w Mutua Madrileña Madrid Open, pokonując w finale Venus Williams 6:2, 7:5. Pod koniec lipca wygrała turniej Collector Swedish Open. W finale wygrała z Giselą Dulko 6:3, 4:6, 6:4.
W 2011 roku osiągnęła finał zawodów w Dallas, ulegając w meczu mistrzowskim Sabine Lisicki wynikiem 2:6, 1:6.

## Finały turniejów WTA
| Legenda                     | Legenda |
| --------------------------- | ------- |
| Wielki Szlem                |         |
| Igrzyska olimpijskie        |         |
| WTA Tour Championships      |         |
| WTA Tournament of Champions |         |
| 1988 – 2008                 |         |
| Kategoria I                 |         |
| Kategoria II                |         |
| Kategoria III               |         |
| Kategoria IV                |         |
| Kategoria V                 |         |
| 2009 – 2020                 |         |
| WTA Premier Mandatory       |         |
| WTA Premier 5               |         |
| WTA Premier                 |         |
| WTA International Series    |         |
| WTA 125K series (2012–2020) |         |

### Gra pojedyncza 7 (4-3)
| Końcowy wynik | Nr | Data             | Turniej   | Nawierzchnia  | Przeciwniczka       | Wynik finału      |
| ------------- | -- | ---------------- | --------- | ------------- | ------------------- | ----------------- |
| Finalistka    | 1. | 26 maja 2007     | Stambuł   | Ceglana       | Jelena Diemientjewa | 6:7(5), 0:3 krecz |
| Finalistka    | 2. | 5 stycznia 2008  | Auckland  | Twarda        | Lindsay Davenport   | 2:6, 2:6          |
| Zwyciężczyni  | 1. | 23 maja 2009     | Strasburg | Ceglana       | Lucie Hradecká      | 7:6(2), 6:1       |
| Zwyciężczyni  | 2. | 8 listopada 2009 | Bali      | Twarda (hala) | Marion Bartoli      | 7:5, krecz        |
| Zwyciężczyni  | 3. | 16 maja 2010     | Madryt    | Ceglana       | Venus Williams      | 6:2, 7:5          |
| Zwyciężczyni  | 4. | 10 lipca 2010    | Båstad    | Ceglana       | Gisela Dulko        | 6:3, 4:6, 6:4     |
| Finalistka    | 3. | 27 sierpnia 2011 | Dallas    | Twarda        | Sabine Lisicki      | 2:6, 1:6          |